# Lehrer für Fachpraxis
Lehrer für Fachpraxis (Technische Lehrer, Fachlehrer) sind Lehrer an allgemeinbildenden Schulen und an berufsbildenden Schulen die auf praktische Aspekte der Unterrichtsfächer spezialisiert sind. Der Unterricht in fachpraktischen Fächern findet im Regelfall nicht im Klassenzimmer, sondern in Lehrwerkstätten, Musiksälen, Nähsälen, Fotolaboren, Schulküchen, Schweißlaboren oder Übungsbüros statt.
Die Befähigung zum Lehren an öffentlichen Schulen erwirbt man in der Regel durch ein wissenschaftliches Hochschulstudium. Die erforderliche Qualifizierung und Handfertigkeit wie beispielsweise für den Unterricht in der Schweißverfahren erforderlich, mit der vorgeschriebenen Zertifizierung zum Internationalen Schweißlehrer wird während des Studiums so nicht im Abschluss vermittelt. Für bestimmte Fächer müssen deshalb Fachkräfte aus der Praxis eingestellt und berufsbegleitend weitergebildet oder an Seminaren ausgebildet werden. Sie unterrichten an allgemeinbildenden Schulen und Berufsschulen. Manche allgemeinbildende Schulen verfügen über dieselben Einrichtungen und qualifiziertes Lehrpersonal wie Berufsschulen und Lehrwerkstätten in Ausbildungsbetrieben. Hierbei kann beispielsweise an einem Nachmittag pro Woche ausgebildet werden. Somit ist es möglich, mit erfolgreichen Projektarbeiten und zusätzlichem Fachunterricht nach dem Abitur und weiterer praktischer Tätigkeit eine Gesellenprüfung abzulegen. In diesen Schulen verfügen die Fachlehrer über die gleiche Qualifikation wie in den entsprechenden Berufsschulen. So unterrichten an vielen Realschulen Schneidermeister mit der Ausbilderprüfung im Fach Technik den fachgerechten Umgang mit Nähmaschinen und z. B das Anfertigen von Projekten wie Taschen und Schürzen.

## Geschichtliches
Den Ausbildungsgang zur Technischen Lehrerin während der Weimarer Republik war eine dreijährige Ausbildung an einem Technischen Seminar mit einer Abschlussprüfung vor einer staatlichen Prüfungskommission mit dem Befähigungszeugnis für den Handarbeitsunterricht und den hauswirtschaftlichen Unterricht an Volks- und Mittelschulen. In der NS-Zeit qualifizierte der Ausbildungsgang für die Lehre in Hauswirtschaft und Leibesübungen an Volks-, Mittel- und Berufsschulen. Die Einrichtung dieses Lehrertyps in Stellen ab 1937 und in der Ausbildung ab 1939 hing mit dem Frauenbild des Nationalsozialismus zusammen und rückte die hausfrauliche und mütterliche Arbeit in den Fokus. Einerseits sollten diese Frauen nicht als Lehrerinnen wissenschaftlichen Fachunterricht erteilen, anderseits wurde damit auf die zukünftige Bildung der Mädchen verwiesen. Die Ausbildung unterschied sich von einem ordentlichen Volksschullehrerstudium in Inhalt und Umfang. Zudem waren die schulischen Voraussetzungen wesentlich geringer. Ihre Tätigkeit wurde teilweise verächtlich auch unter „Hüpfen und Knüpfen“ zusammengefasst.

## Zugangsvoraussetzungen/Ausbildung
Die Zugangsvoraussetzung ist weitgehend international geregelt. Deshalb ist die Tätigkeit einer Schweißaufsicht mit der Zertifizierung zum Schweißlehrer weltweit ohne zusätzliche Prüfungen gültig. Der Ausbilder ist EU-weit ohne Nachprüfungen gültig. Die Fächerkombinationen der Seminare sind in den einzelnen Ländern unterschiedlich geregelt. Bei Seminaren wird die Gesellenprüfung und der mittlere Bildungsabschluss vorausgesetzt. Die Berufsausbildung z. B. zum Schiffsmechaniker ist wie alle Berufe in Deutschland einheitlich, vieles sogar weltweit. Die Kultusministerien und Schulträger der einzelnen Länder haben zum Teil sehr stark abweichende Unterrichtsformen eingeführt.

### Ausbildung in Baden-Württemberg
In Baden-Württemberg werden Fachlehrer für musisch/technische Fächer für Grund-, Haupt- und Realschulen in drei Jahren an Seminaren ausgebildet. Der Übungsleiter Breitensport berechtigt zum Unterricht des Fachs Sport. An Berufsschulen ist für den Unterricht der Schweißverfahren die Zertifizierung zum Internationalen Schweißlehrer vorgeschrieben. Alle anderen Fächer dürfen mit der bestandenen Ausbildereignungsprüfung von Bachelor Professional, Master Professional, Meistern und Technikern in ihrem Fachgebiet sofort unterrichtet werden. Berufsbegleitend finden weitere Schulungen und Prüfungen statt.

### Ausbildung in Hessen
In Hessen erfolgt die Ausbildung im Rahmen eines 21 Monate dauernden Vorbereitungsdienstes am zuständigen Studienseminar und der ausbildenden Berufsschule. Da der Fachlehrer zur Laufbahngruppe des Gehobenen Dienstes gehört, absolviert er einen mit einer Laufbahnprüfung abgeschlossenen Vorbereitungsdienst, der einem Bachelorabschluss als gleichwertig eingestuft wird.
Der Vorbereitungsdienst wird neben einer mündlichen und praktischen Prüfung mit einer wissenschaftlichen Hausarbeit abgeschlossen, was auf eine Gleichwertigkeit mit einem wissenschaftlichen Studium auf Bachelorniveau hinweist.

## Tätigkeiten/Aufstiegschancen
Zu den Hauptaufgaben zählen die Vorbereitung, Durchführung und Nachbereitung von Unterricht, Korrektur von Schularbeiten und das Erstellen und Bewerten von Klassenarbeiten sowie beratende Tätigkeiten.
Die Übernahme in das Beamtenverhältnis ist auch für diese Lehrergruppe möglich.

## An Wirtschaftsschulen
Im kaufmännischen Schulwesen werden Fachlehrer für die Fächer Textverarbeitung (Nachfolger des früheren Faches Maschinenschreiben) und Bürowirtschaft ausgebildet. In wenigen Ländern können sie sogar die Lehrbefähigung für den gesamten EDV-Bereich erwerben.
Das Erlernen des Schreibens im Zehnfingersystem, die formgerechte Gestaltung von Schriftstücken nach DIN 5008 (v. a. Geschäftsbriefe) und das Anwenden der wesentlichen Leistungsmerkmale moderner Textsysteme gehören zu den Feinlernzielen des heutigen Textverarbeitungsunterrichts. Die Kurzschrift wurde inzwischen komplett aus den Lehrplänen gestrichen.
Des Weiteren werden die Schüler mit gängigen Büromaschinen wie Fotokopierer, Diktiergerät, Falzmaschine u. a. vertraut gemacht. Sie lernen organisatorische Büroarbeiten wie Postbearbeitung, Reiseplanung, Registratur, Zeitmanagement und Protokollführung kennen und verstehen allmählich die Notwendigkeit wirtschaftlichen Handelns.

## An Berufsschulen
Staatlich geprüfte Techniker, Industrie- und Handwerksmeister übernehmen nach erfolgreicher pädagogischer Weiterbildung den fachpraktischen Unterricht an Berufsschulen. Für Schweißarbeiten sind weitere Prüfungen zum international anerkannten Schweißlehrer erforderlich. Auch hier geht es meistens um die Vermittlung und Einübung von Fertigkeiten. In Bayern werden angehende Fachlehrer am Staatsinstitut IV in Ansbach ausgebildet. Bayerische Fachlehrer erwerben die Lehrbefähigung in Theorie und Praxis, sie arbeiten sehr eng mit den Kollegen des höheren Dienstes zusammen. In NRW liegt der Aufgabenbereich in der Fachpraxis, in den Bildungsgängen, an denen fachpraktischer Unterricht vorgesehen ist (vgl. BASS 21-02 Nr.1). Das „Einüben“ praktischer Fertigkeiten geschieht vorwiegend in sogenannten BGJ (Berufsgrundschuljahr), in dem die Schüler ausschließlich an der Berufsschule sind.
Fachlehrer an beruflichen Schulen übernehmen Klassenleitungen und Werkstattleitungen. Die Aufstiegsmöglichkeiten gehen bis zur Gehaltsgruppe A12 des gehobenen Dienstes. Fachlehrer in Bayern können unter bestimmten Voraussetzungen auch in den „höheren Dienst“ aufsteigen. Die Ausbildung und der Einsatz an der Berufsschule, auch im Stundendeputat, unterscheidet sich daher im Wesentlichen vom sogenannten „Werklehrer“ in anderen Bundesländern.

## An Hauswirtschaftsschulen
Lehrer für Fachpraxis an Hauswirtschaftsschulen unterrichten die Fächer Hauswirtschaft und Handarbeiten. Theoretische Grundlagen wie Ernährungslehre und Hygiene gehören ebenfalls zu den Inhalten ihres Unterrichts.
Die Schüler erstellen Speisekarten, kochen und backen nach Rezept und erlernen den Umgang mit gängigen Küchengeräten. Der Lehrer muss die Klasse zum sauberen Arbeiten unter Berücksichtigung der Hygienevorschriften anleiten. Stricken, Häkeln, Nähen und Stopfen gehören zu den textilen Handarbeiten, die im Wesentlichen den Handarbeitsunterricht bestimmen.